# Nanger
Nanger é um gênero de gazelas, da família dos bovídeos, da subfamília Antilopinae e tribo Antilopini. Já foi considerado um subgênero de Gazella. Uma das espécies, a gazela-dama, é criticamente ameaçada de extinção. Ocorrem no norte, nordeste e leste da África, incluindo Argélia, Chade, Egito, Etiópia, Marrocos, Mali, Níger, Quênia, Somália, Tanzânia, entre outros.

## Espécies
Essas são as espécies atuais reconhecidas:
- Nanger dama — Gazela-dama
- Nanger granti — Gazela-de-grant
- Nanger notatus ― Gazela-de-bright
- Nanger petersii ― Gazela-de-peters
- Nanger soemmerringii — Gazela-de-sömmerring